# KEF (entreprise)
Pour les articles homonymes, voir KEF.
 (janvier 2021).
Si vous disposez d'ouvrages ou d'articles de référence ou si vous connaissez des sites web de qualité traitant du thème abordé ici, merci de compléter l'article en donnant les références utiles à sa vérifiabilité et en les liant à la section « Notes et références ».
KEF est une société commerciale anglaise, fondée en 1961 à Maidstone dans le Kent, au sud-est de Londres par Raymond Cooke, un ingénieur électronicien (mort en 1996). Cette entreprise est connue pour s'être spécialisée dans la fabrication d'enceintes acoustiques de haut de gamme, qui, dans les années 1970, ont connu leur heure de gloire avec les modèles Ls3/5a,, Concord, Concerto, Cresta, et Chorale pour lesquels la société reçut le premier prix des Queen's Awards for Export Achievement. Encore actuellement, les modèles commercialisés par l'entreprise sont souvent des produits à la pointe de la technologie et du design.

## Histoire de la marque
En 1961, Raymond Cooke, alors électronicien, entreprend la construction de haut-parleurs dans un local des ateliers de fabrications métalliques Kent Engineering & Foundry (d'où l'abréviation KEF), à Tovil près de Maidstone, au sud-est de Londres.
Dès le début, KEF était appelée à être une société caractérisée par la réalisation de projets inhabituels et avancés de même que l'usage de matériaux et concepts inédits dans le domaine du développement de haut-parleurs. KEF s'oriente vers le développement de projets inhabituels, qui incluent l'utilisation de matériaux et de concepts inédits à l'époque. L'entreprise était en avance technologique en ce qui concerne la fabrication des haut-parleurs. KEF développe rapidement un système de haut-parleurs à 3 voies dont les composants grave et medium exploitaient un cône en polystyrène moulé sous vide et renforcé par une feuille en métal. Le tweeter utilisait un diaphragme en Melinex ou Mylar. Ce fut la naissance du système K1 qui récolta un succès immédiat. Cela permit d'assurer la stabilité financière de la jeune société. En 63 véritable départ de la fabrication d'enceintes avec le modèle Céleste associant le B139 au T15 qui a ouvert la voie aux enceintes compactes. En 66 introduction du Bextrène pour la création d'un nouveau haut-parleur médium le B110.
Les années 1970 : une entreprise marquant la pointe de l'innovation et Raymond Cooke reprend contact avec la BBC, car il veut utiliser de nouveaux matériaux comme le néoprène (un caoutchouc artificiel) pour les suspensions de cônes afin de stabiliser les caractéristiques de reproduction du registre medium et d'innover la fabrication des cônes de haut-parleurs. Il utilise finalement le bextrène. Les années 1960 verront le succès de KEF grandir avec les modèles Concord, Concerto et Cresta. En 1969, le Chorale marquera le début de la réputation internationale de KEF comme LES ingénieurs du haut-parleur. Titre mérité et confirmé par la distinction suprême du « Queen's Award for export achievement » en 1970. Dès 1973, KEF utilise la conception assistée par ordinateur, au moment où apparait le premier microprocesseur 4 bits. Cela permet aux ingénieurs de faire des simulations, et de concevoir des haut-parleurs avec une précision de 0.5Db. KEF sort la série Référence durant cette décennie.

## La conquête du marché américain et l'ouverture vers l'international
La société crée en 1985 la KEF Electronics of America. Quatre ans plus tard, la marque s'est déjà fait une place dans le marché gigantesque que représentent les États-Unis à l'époque. KEF devient une référence internationale. La série Custom sort en 1988, et est la première série d'enceintes à encastrer.
Un nouveau propriétaire et de nouveaux collaborateurs prennent la tête du groupe en 1992. Cela permet d'apporter de nouvelles idées aux concepteurs de la marque. Le créneau reste cependant milieu et haut de gamme. Durant 1994 et 95, KEF va introduire la Série Q, universelle et attractive, avec des haut-parleurs blindés magnétiquement pour l'usage audiovisuel. Fin 1994, la société KEF introduira ce qui va devenir un des plus grands succès de son histoire, les Coda ; Des enceintes au prix raisonnable qui vont beaucoup faire parler d'elles.